# Роннебург (Тюрингія)
Роннебург (нім. Ronneburg) — місто в Німеччині, розташоване в землі Тюрингія. Входить до складу району Грайц.
Площа — 19,18 км2. Населення становить 5071 ос. (станом на 31 грудня 2021).